# بيرسي إس. برنس
بيرسي إس. برنس (بالإنجليزية: Percy S. Prince)‏ هو مدرب كرة سلة أمريكي، ولد في 7 أبريل 1882 في ماساتشوستس في الولايات المتحدة، وتوفي في 12 ديسمبر 1930.